# Ferenc Nagy (Politiker)

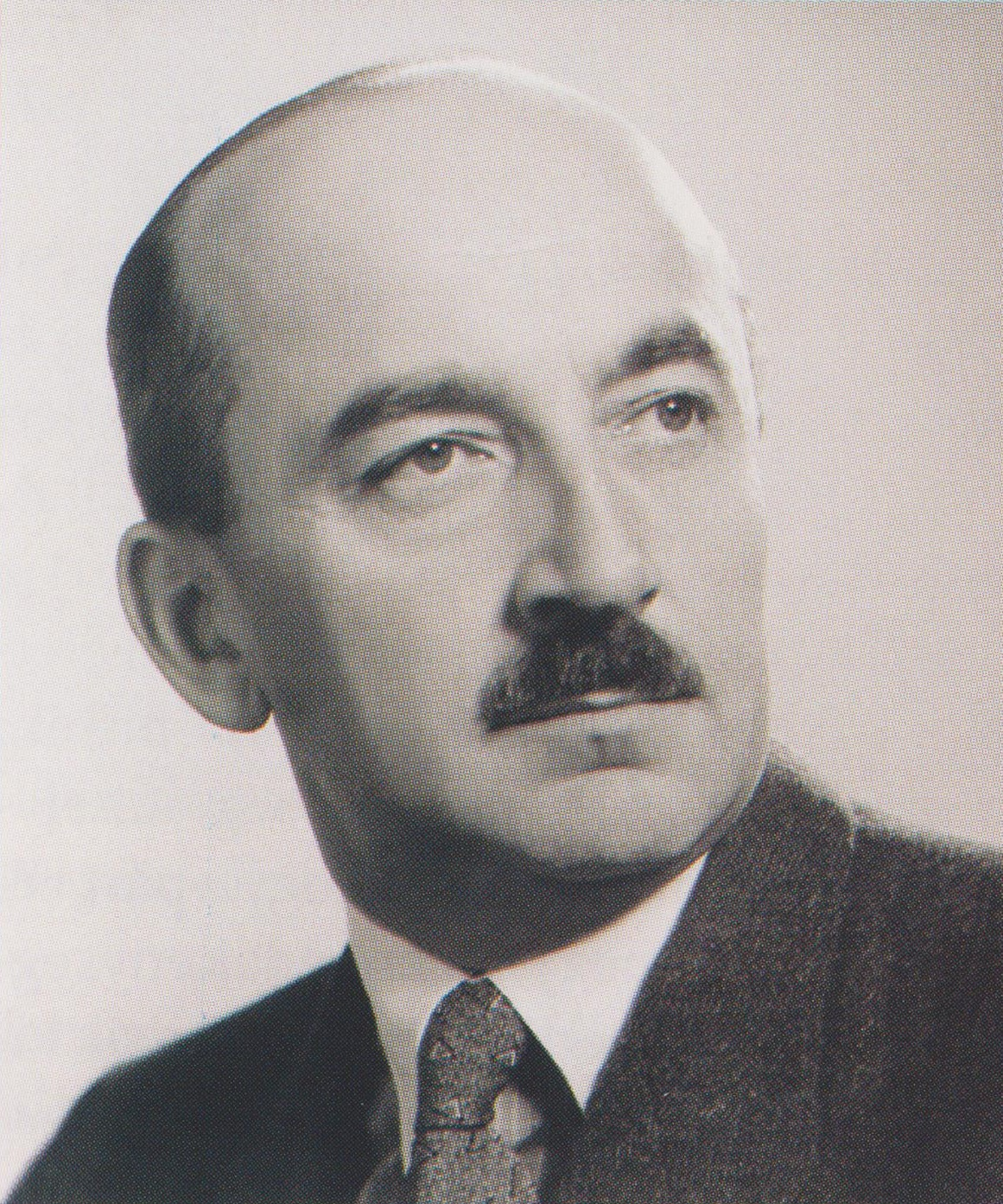
Ferenc Nagy (1946)

Ferenc Nagy [ˈfɛrɛnʦ nɒɟ] (* 8. Oktober 1903 in Bisse, Königreich Ungarn; † 12. Juni 1979 in Fairfax, Virginia, USA) war ein ungarischer Politiker und Ministerpräsident von 4. Februar 1946 bis 30. Mai 1947.

## Leben
Nagy war Parlamentsabgeordneter und führendes Mitglied der Partei der Kleinen Landwirte im Ungarn der Zwischenkriegszeit.
Nach der Besetzung Ungarns durch die Rote Armee 1944/45 gewann diese Partei unter Führung von Zoltán Tildy bei den Wahlen zur Nationalversammlung vom November 1945. Nach Ausrufung der Republik wurde Tildy 1946 zum Präsidenten der Republik und Nagy zum Ministerpräsidenten einer Koalitionsregierung gewählt. Mit illegalen Mitteln und der Unterstützung der Sowjetunion setzte sich jedoch die Ungarische Kommunistische Partei als führende politische Kraft des Landes durch und erreichte im Mai 1947 den Rücktritt von Nagy.
Ferenc Nagy starb im Exil in den USA.